# أميريكوس (جورجيا)
أميريكوس (بالإنجليزية: Americus, Georgia) هي مدينة تقع في مقاطعة سومتر، جورجيا بولاية جورجيا في الولايات المتحدة. تبلغ مساحة هذه المدينة 27.6 (كم²)، وترتفع عن سطح البحر 146 م، بلغ عدد سكانها 17041 نسمة في عام 2010 حسب إحصاء مكتب تعداد الولايات المتحدة.

## توأمة
لأميريكوس (جورجيا) اتفاقيات توأمة مع:
- ميوشي

## أعلام
- جريفين بيل
- كينت هيل
- ليونارد بوب
- ميلارد فاولر
- فيكتور غرين
- روبرت جونسون
- ستيفن بيس
- هيو كارتر

## وصلات خارجية
- www.cityofamericus.net
- Cities & Counties - Georgia.gov